# Олеат магния
Олеат магния — химическое соединение,
соль магния и олеиновой кислоты
с формулой Mg(C18H33O2)2,
желтоватое вещество,
не растворяется в воде.

## Получение
- Обменная реакция между хлоридом магния и олеатом натрия:

{\displaystyle {\mathsf {MgCl_{2}+C_{17}H_{33}COONa\ {\xrightarrow {}}\ Mg(C_{17}H_{33}COO)_{2}\downarrow +2NaCl}}}

## Физические свойства
Олеат магния образует желтоватое вещество,
не растворяется в воде,
растворяется в этаноле, диэтиловом эфире, углеводородах.

## Применение
- Вспомогательный сиккатив.
- Антистатическая добавка к бензину.
- Смазка при переработке пластмасс.
- Эмульгатор в косметических мазях.